# 桐生站
桐生站（日语：／ Kiryū eki */?）是位於日本群馬縣桐生市末廣町，屬於東日本旅客鐵道（JR東日本）和渡良瀨溪谷鐵道的鐵路車站。

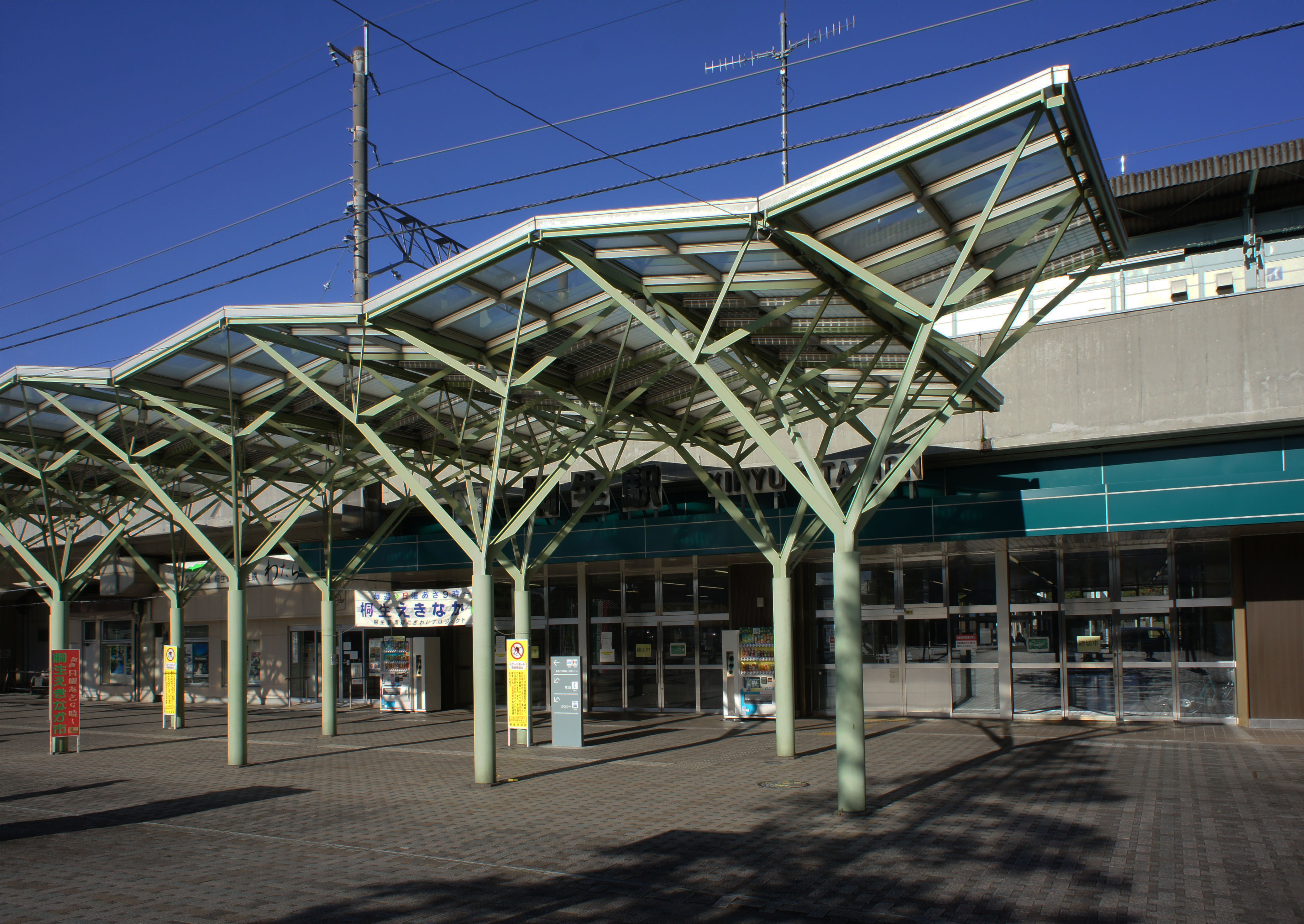
南口(2021年11月)

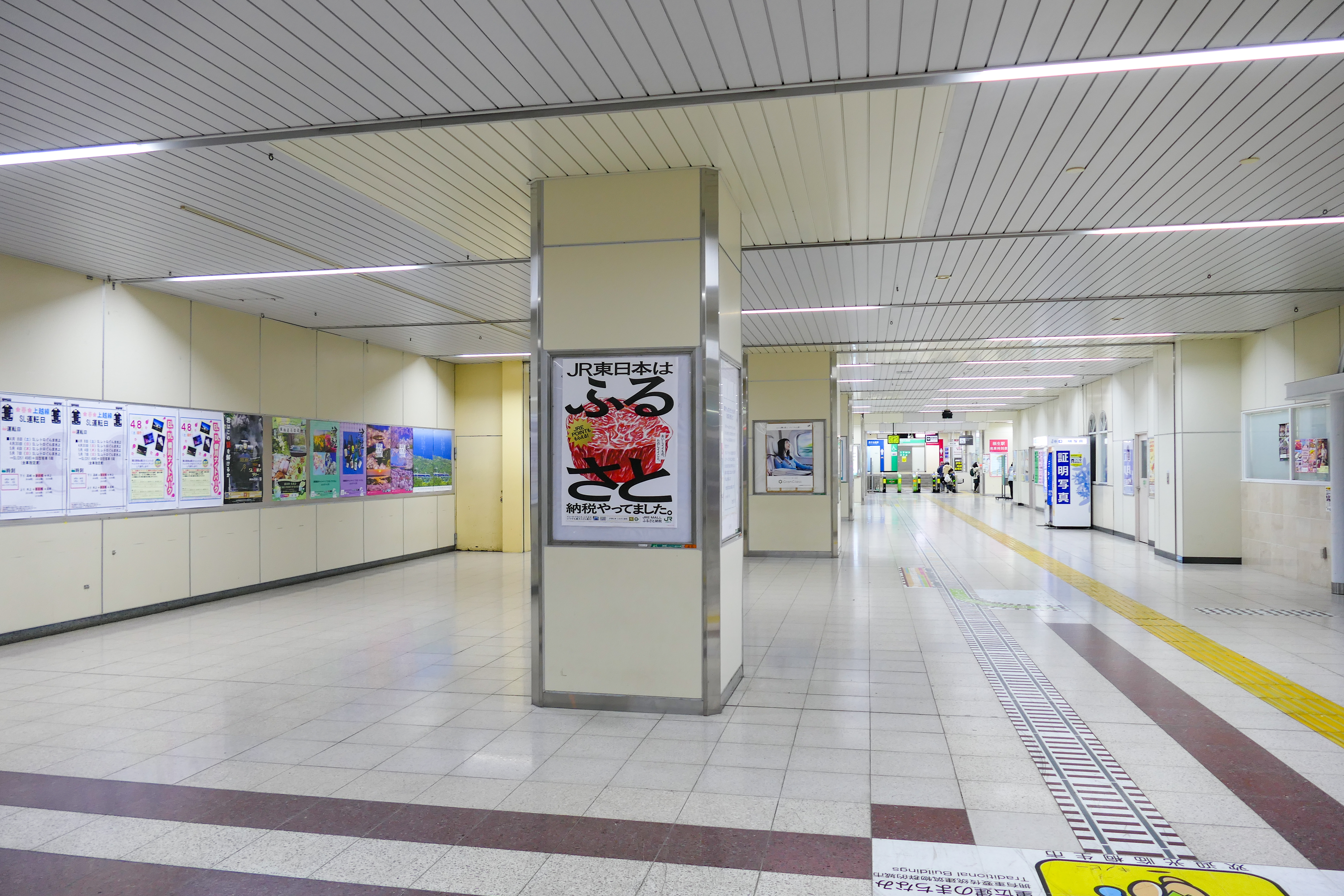
車站大廳(2023年4月)

## 車站結構

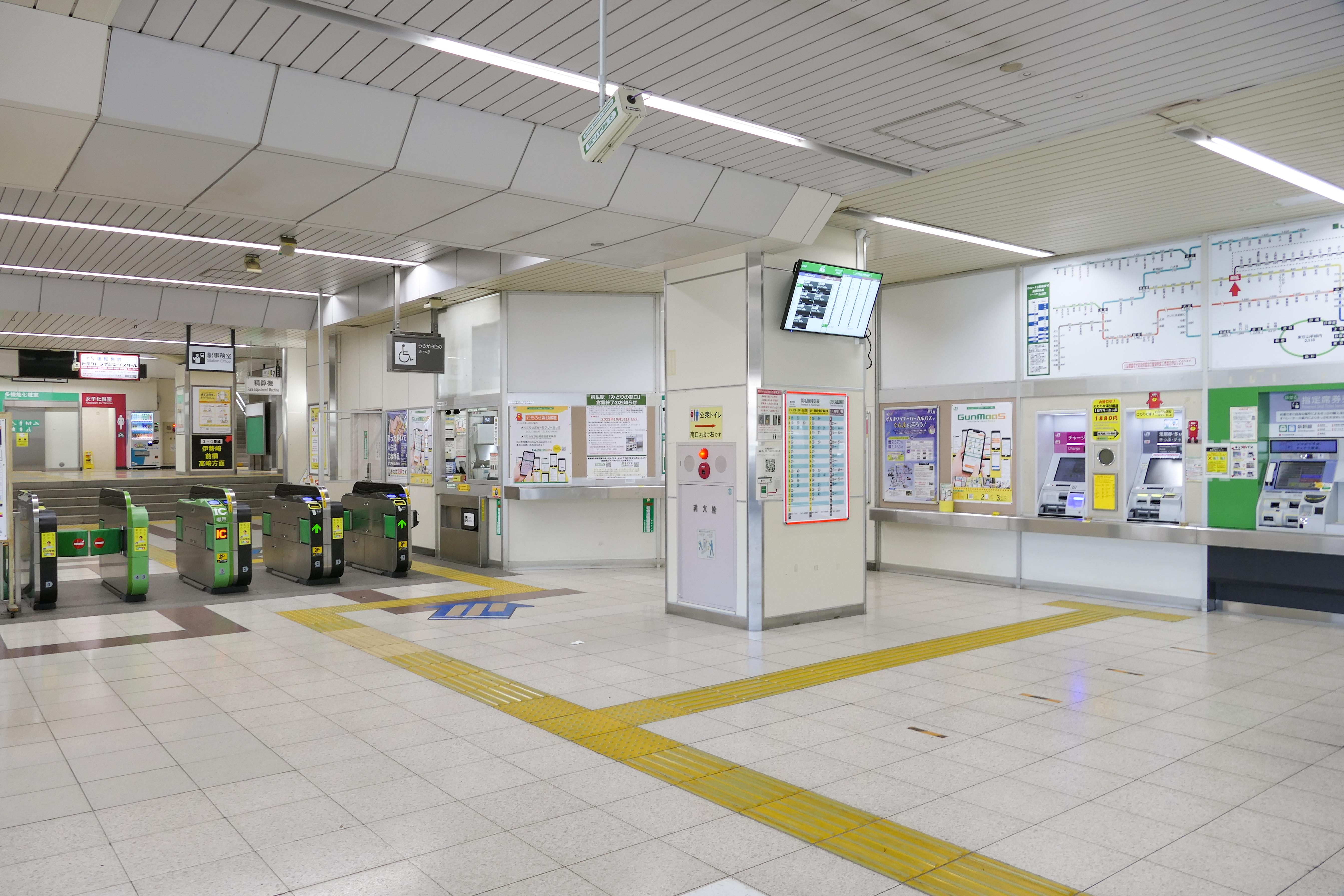
驗票口(2024年3月)

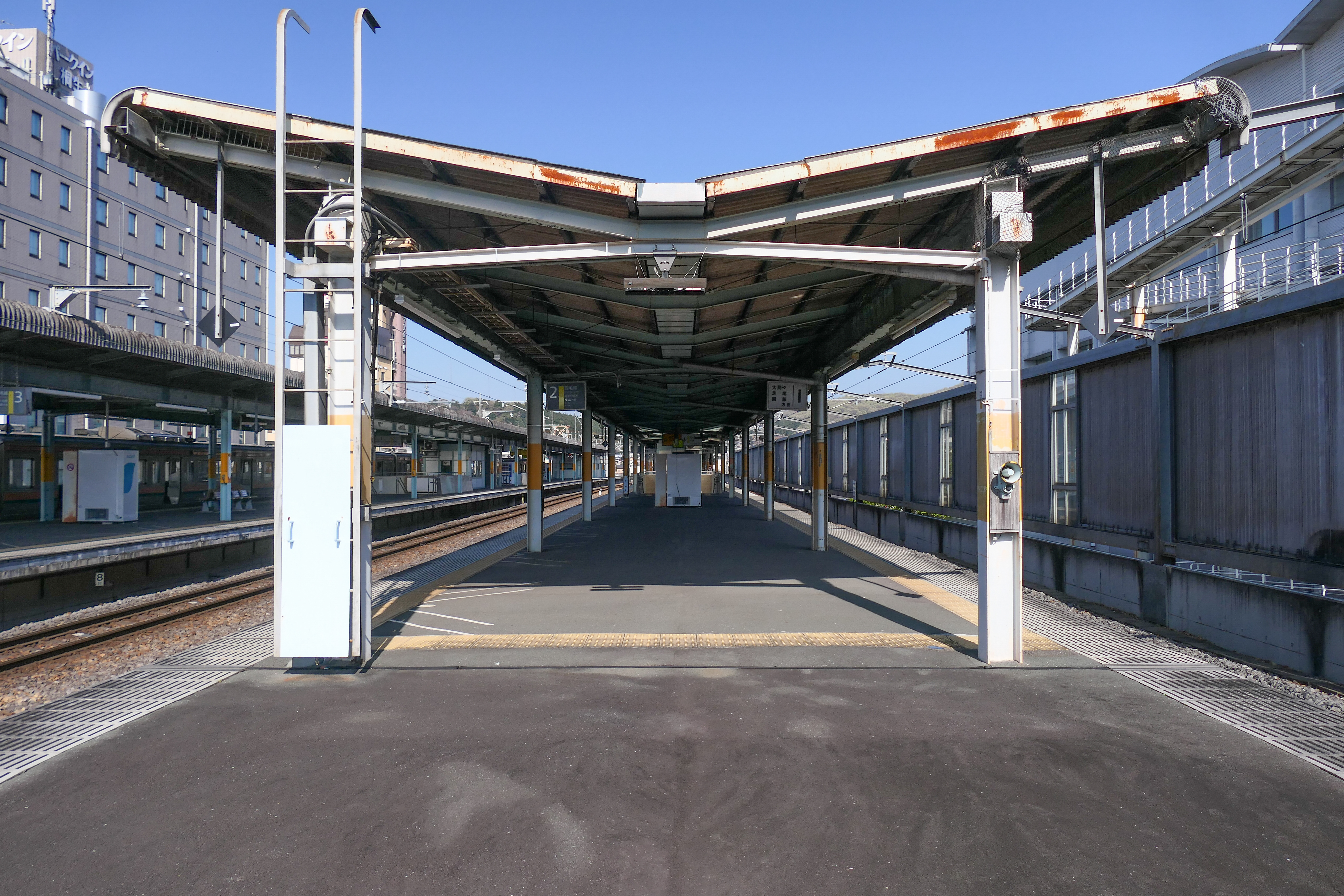
1號與2號月台(2023年4月)

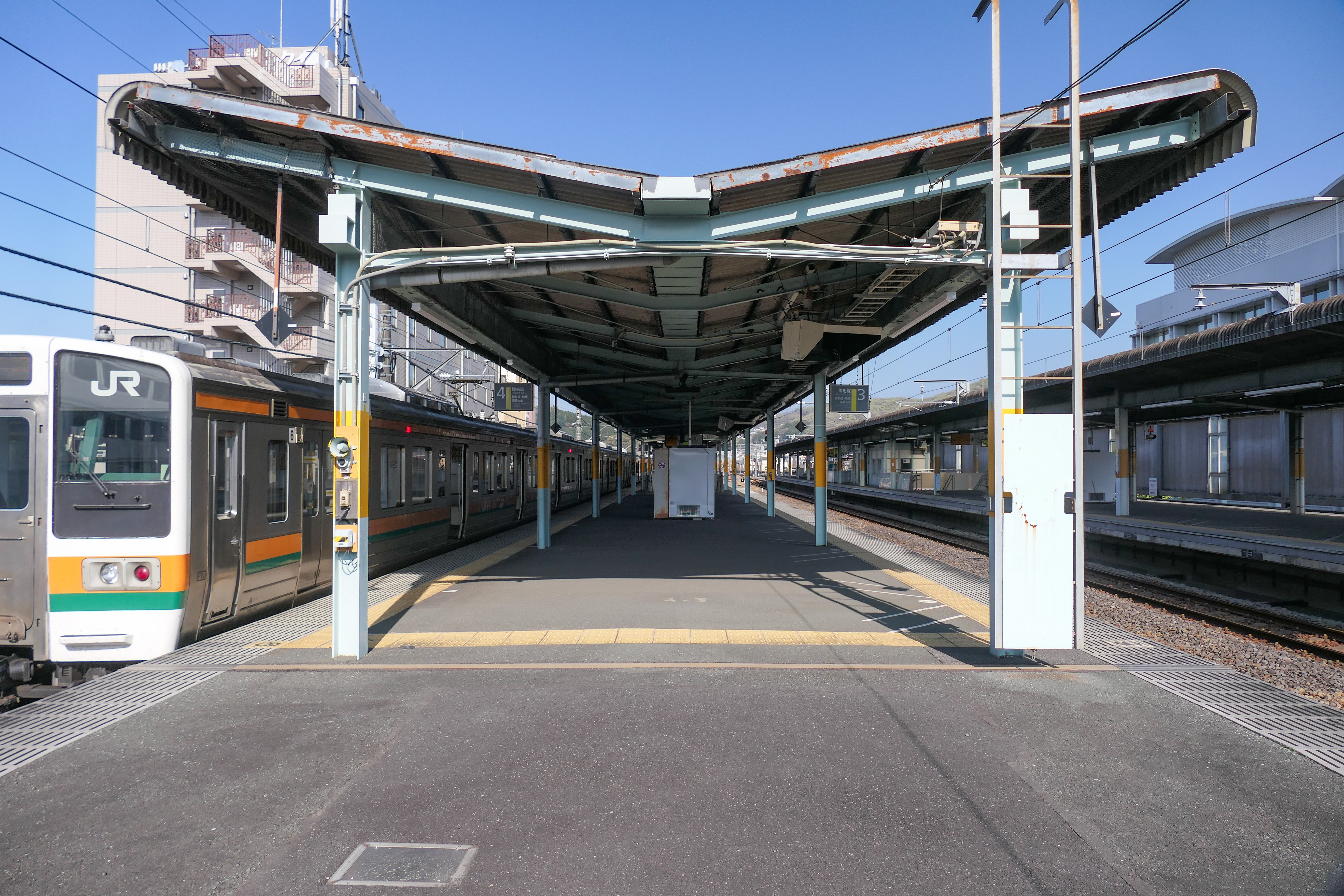
3號與4號月台(2023年4月)

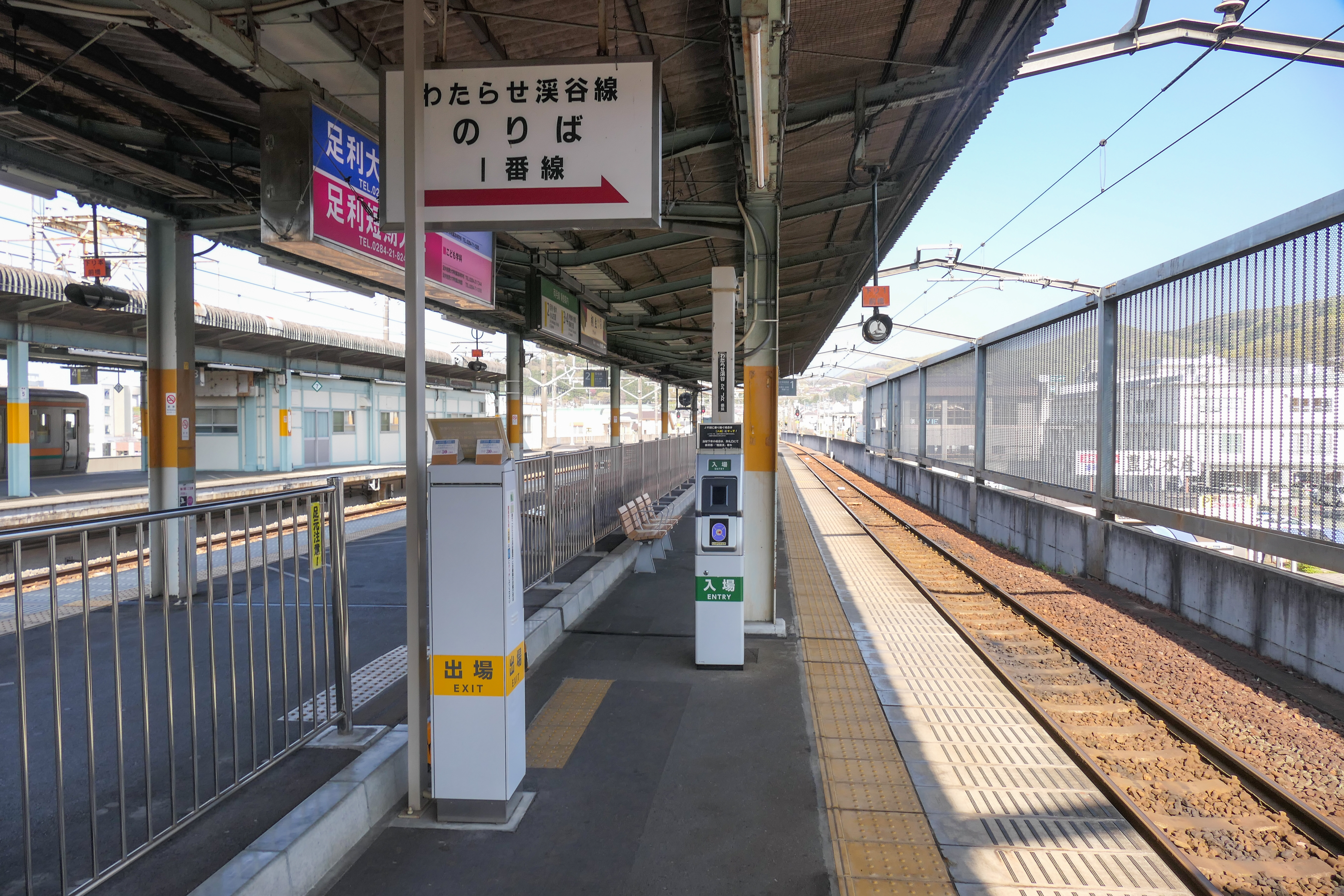
渡良瀨溪谷線的驗票口(2023年4月)

本站為島式月台2面4線的高架車站。站內設有綠窗口、自動售票機（也包括指定席售票機）、自動閘機、自動精算機、升降機和扶手電梯。渡良瀨溪谷鐵道線的乘車券在JR的自動售票機。

### 月台配置
| 月台 | 路線          | 方向 | 目的地                 | 備註                   |
| ---- | ------------- | ---- | ---------------------- | ---------------------- |
| 1    | ■渡良瀨溪谷線 | -    | 大間間、足尾、間藤方向 |                        |
| 2    | ■兩毛線       | 下行 | 足利、栃木、小山方向   | 一部分列車在1、4號月台 |
| 3、4 | ■兩毛線       | 上行 | 伊勢崎、前橋、高崎方向 |                        |

（來源：JR東日本:車站構內圖 （页面存档备份，存于））
此站的旅客導覽以渡良瀨溪谷線的路線顏色灰色顯示。

### 配線圖
|                 | 桐生、大間間地區鐵道路線的位置關係與配線 |
| 图例 参考文献： |                                          |

## 使用情況
- JR東日本 - 2019年（令和元年）度1日平均上車人次為3,749人。
  - 群馬縣內的JR東日本車站次於高崎站、前橋站、新前橋站、伊勢崎站排行第5位。
  - 兩毛線內（小山站至新前橋站間）的12個有人站當中排行第6位。
- 渡良瀨溪谷鐵道 - 2018年度（平成30年度）1日平均上下車人次為574人。

| 1日平均上車人次、上下車人次推移 | 1日平均上車人次、上下車人次推移 | 1日平均上車人次、上下車人次推移 |
| 年度                            | JR東日本 （上車人次）           | 渡良瀨溪谷鐵道 （上下車人次）   |
| ------------------------------- | ------------------------------- | ------------------------------- |
| 2000年（平成12年）              | 4,587                           |                                 |
| 2001年（平成13年）              | 4,334                           |                                 |
| 2002年（平成14年）              | 4,216                           |                                 |
| 2003年（平成15年）              | 4,124                           |                                 |
| 2004年（平成16年）              | 3,968                           |                                 |
| 2005年（平成17年）              | 3,841                           |                                 |
| 2006年（平成18年）              | 3,714                           |                                 |
| 2007年（平成19年）              | 3,651                           |                                 |
| 2008年（平成20年）              | 3,739                           |                                 |
| 2009年（平成21年）              | 3,690                           | 698                             |
| 2010年（平成22年）              | 3,681                           | 608                             |
| 2011年（平成23年）              | 3,717                           | 564                             |
| 2012年（平成24年）              | 3,845                           | 578                             |
| 2013年（平成25年）              | 3,920                           | 558                             |
| 2014年（平成26年）              | 3,867                           | 574                             |
| 2015年（平成27年）              | 3,959                           | 630                             |
| 2016年（平成28年）              | 3,955                           | 616                             |
| 2017年（平成29年）              | 3,954                           | 589                             |
| 2018年（平成30年）              | 3,880                           | 574                             |
| 2019年（令和元年）              | 3,749                           |                                 |

## 相鄰車站
東日本旅客鐵道（JR東日本）
■兩毛線
岩宿－（下新田信號場）－桐生－小俁
渡良瀨溪谷鐵道
■渡良瀨溪谷線
桐生（WK01）－（下新田信號場）－下新田（WK02）

### 使用情況

#### JR東日本
1. ↑  . 東日本旅客鉄道.   [2019-03-21]. （原始内容存档于2019-03-28）.
2. ↑  . 東日本旅客鉄道.   [2019-03-21]. （原始内容存档于2019-03-28）.
3. ↑  . 東日本旅客鉄道.   [2019-03-21]. （原始内容存档于2019-03-28）.
4. ↑  . 東日本旅客鉄道.   [2019-03-21]. （原始内容存档于2019-03-28）.
5. ↑  . 東日本旅客鉄道.   [2019-03-21]. （原始内容存档于2019-03-28）.
6. ↑  . 東日本旅客鉄道.   [2019-03-21]. （原始内容存档于2019-03-28）.
7. ↑  . 東日本旅客鉄道.   [2019-03-21]. （原始内容存档于2019-03-28）.
8. ↑  . 東日本旅客鉄道.   [2019-03-21]. （原始内容存档于2019-03-28）.
9. ↑  . 東日本旅客鉄道.   [2019-03-21]. （原始内容存档于2019-03-28）.
10. ↑  . 東日本旅客鉄道.   [2019-03-21]. （原始内容存档于2019-03-28）.
11. ↑  . 東日本旅客鉄道.   [2019-03-21]. （原始内容存档于2019-03-28）.
12. ↑  . 東日本旅客鉄道.   [2019-03-21]. （原始内容存档于2019-03-28）.
13. ↑  . 東日本旅客鉄道.   [2019-03-21]. （原始内容存档于2019-03-28）.
14. ↑  . 東日本旅客鉄道.   [2019-03-21]. （原始内容存档于2019-03-28）.
15. ↑  . 東日本旅客鉄道.   [2019-03-21]. （原始内容存档于2019-03-28）.
16. ↑  . 東日本旅客鉄道.   [2019-03-21]. （原始内容存档于2019-03-23）.
17. ↑  . 東日本旅客鉄道.   [2019-03-21]. （原始内容存档于2019-03-28）.
18. ↑  . 東日本旅客鉄道.   [2019-03-21]. （原始内容存档于2019-03-21）.
19. ↑  . 東日本旅客鉄道.   [2019-07-05]. （原始内容存档于2019-07-05）.
20. ↑  . 東日本旅客鉄道.   [2020-07-12]. （原始内容存档于2020-07-10）.

## 外部連結
- 車站資訊（桐生）：東日本旅客鐵道
- 桐生站 （页面存档备份，存于） - 渡良瀨溪谷鐵道